# Grupna nogometna liga Koprivnica 1964./65.
Grupna nogometna liga Koprivnica, također i kao Općinska nogometna liga Koprivnica  je bila liga šestog stupnja nogometnog prvenstva Jugoslavije u sezoni 1964./65. 
 Sudjelovalo je 7 klubova, a prvak je bio "Borac" iz Drnja. 

## Ljestvica
| mj. | klub                      | ut. | pob. | ner. | por. | gol+ | gol- | bod    |
| --- | ------------------------- | --- | ---- | ---- | ---- | ---- | ---- | ------ |
| 1.  | Borac Drnje               | 12  | 8    | 1    | 3    | 41   | 12   | 17     |
| 2.  | Mladost Kutnjak           | 12  | 5    | 5    | 2    | 40   | 23   | 15     |
| 3.  | Mladost Koprivnički Bregi | 12  | 7    | 1    | 4    | 34   | 22   | 15     |
| 4.  | Galeb Koledinac           | 12  | 6    | 1    | 5    | 24   | 29   | 13     |
| 5.  | Bratstvo Kunovec          | 12  | 4    | 4    | 4    | 25   | 20   | 12     |
| 6.  | Jedinstvo Reka            | 12  | 4    | 4    | 4    | 20   | 26   | 8 (-4) |
| 7.  | Rudar Subotica Podravska  | 12  | 0    | 0    | 12   | 6    | 61   | 0      |

## Rezultatska križaljka
| kratica | klub                      | BOR | BRA | GAL | JED | MLAKOB | MLAKU | RUD |
| --- | ------------------------- | --- | --- | --- | --- | ------ | ----- | --- |
| BOR | Borac Drnje               |     |     |     |     |        |       |     |
| BRA | Bratstvo Kunovec          |     |     |     |     |        |       |     |
| GAL | Galeb Koledinac           |     |     |     |     |        |       |     |
| JED | Jedinstvo Reka            |     |     |     |     |        |       |     |
| MLAKOB | Mladost Koprivnički Bregi |     |     |     |     |        |       |     |
| MLAKU | Mladost Kutnjak           |     |     |     |     |        |       |     |
| RUD | Rudar Subotica Podravska  |     |     |     |     |        |       |     |
| |                           |     |     |     |     |        |       |     |
| podebljan rezultat - utakmice od 1. do 7. kola (1. utakmica između klubova) rezultat normalne debljine - utakmice od 8. do 14. kola (2. utakmica između klubova) rezultat nakošen - nije vidljiv redoslijed odigravanja međusobnih utakmica iz dostupnih izvora rezultat smanjen * - iz dostupnih izvora nije uočljiv domaćin susreta prekrižen rezultat - poništena ili brisana utakmica p - utakmica prekinuta 3:0 p.f. / 0:3 p.f. - rezultat 3:0 bez borbe n.i. - nije igrano |                           |     |     |     |     |        |       |     |

 Izvori:

## Unutrašnje poveznice
- Podsavezna liga Koprovnica 1964./65.
- Općinska liga Đurđevac 1964./65.